# Utah Salt Ratz
Utah Salt Ratz foi uma agremiação esportiva da cidade de Salt Lake City, Utah.  Disputou a National Premier Soccer League, liga pela qual foi campeão em 2004.

## História
O clube de Salt Lake City foi fundado em 2003 para a disputa da National Premier Soccer League. Já na sua primeira competição se classifica aos playoffs em primeiro. Nas semifinais goleia o Northern Nevada Aces por 9x0, porém a equipe perde na final para o Arizona Sahuaros por 2x1, ficando com o vice-campeonato.[carece de fontes?] Em 2004, a equipe consegue sua maior conquista, conquistando o título da NPSL em cima do próprio Arizona Sahuaros por 4x2.
Com a fundação do Real Salt Lake em 2004, a equipe é extinta.

## Títulos
Campeão Invicto
| NACIONAIS      | NACIONAIS                      | NACIONAIS | NACIONAIS  |
|                | Competição                     | Títulos   | Temporadas |
| -------------- | ------------------------------ | --------- | ---------- |
| Estados Unidos | National Premier Soccer League | 1         | 2004       |